# Kajetan von Bissingen-Nippenburg
Kajetan Alexander von Bissingen-Nippenburg (Venezia, 18 marzo 1803 – Schramberg, 10 maggio 1890) è stato un ufficiale e politico austriaco.

## Biografia
Kajetan von Bissingen-Nippenburg nacque il 18 marzo 1803 a Venezia da una famiglia nobile di rango comitale di origini austriache. Suo padre era Ferdinand Ernst Maria von Bissingen-Nippenburg. A Innsbruck Kajetan ebbe modo di studiare diritto compiendo dopo la laurea numerosi viaggi in Austria, Ungheria, negli stati tedeschi, in Italia, in Svizzera, in Francia ed in Belgio. Dal 1828 entrò a far parte dello staff del tribunale di Innsbruck come uditore. Dopo la morte del padre nel 1831, egli assunse completamente le redini della casata e come prima sua azione vendette i possedimenti della famiglia in Ungheria scambiandoli con la signoria di Schramberg, in Germania, nel Regno di Württemberg. In quello stesso anno, sposò Ludovica Maria von Warsberg e dal 1838 decise di ritirarsi a vita privata, rinunciando al proprio incarico presso il tribunale e preferendo vivere nei propri possedimenti. A Schramberg fece erigere un nuovo castello in stile neoclassico tra il 1841 ed il 1843. Essendo divenuto uno dei più ricchi proprietari terrieri dell'area, nel 1845 e sino al 1848 fu membro del parlamento del Württemberg.
Durante la rivoluzione del 1848, in riconoscimento del proprio sapiente operato presso Innsbruck, venne nominato tra i cinquanta commissari incaricati di risolvere le rivolte nell'Impero austriaco, venendo successivamente (1849) destinato al governatorato del Tirolo e del Vorarlberg. Durante questo suo periodo egli introdusse il telegrafo in tutte le aree del suo governatorato, consentendo un miglioramento delle comunicazioni interne e con l'esterno. Nel 1855 venne spostato al governatorato di Venezia, carica che resse sino al 1860 quando decise di ritirarsi a vita privata, facendo ritorno in patria.
Negli ultimi anni della sua vita si dedicò ancora alla politica, entrando a far parte ancora una volta dal 1868 del parlamento del Württemberg e passando quindi al Reichstag dell'Impero tedesco dal 1872 al 1884, collocandosi in uno schieramento di centro.
Morì a Schramberg, nel Württemberg, nel 1890.